# Salamat Ahuoiza Aliu
Salamat Ahuoiza Aliu (née en 1980 à Ilorin, dans une famille originaire d'Okene dans l'État de Kogi) est une neurochirurgienne nigériane.

## Biographie
Elle commence ces études de médecine à l'université d'université d'Ilorin (en), avant de se spécialiser en neurochirurgie à l'université Usman dan Fodio de Sokoto. 
Salamat Ahuoiza Aliu est la première femme neurochirurgienne originaire d'Afrique de l'Ouest et formée en Afrique de l'Ouest. Elle travaille actuellement au National Hospital d'Abuja. 